# Усть-Золотая
Усть-Золотая— деревня в Ермаковском районе Красноярского края в составе Верхнеусинского сельсовета.

## География
Деревня находится на левом берегу реки Ус примерно в 134 километрах по прямой на юг-юго-восток от районного центра села Ермаковское.

## Климат
Климат резко континентальный с холодной продолжительной зимой и коротким жарким летом. Средняя многолетняя годовая температура воздуха составляет — 2 градуса, наиболее теплым является июль, наиболее холодным — январь. Наблюдаются значительные температурные абсолютные минимумы и максимумы: температура воздуха в декабре может опуститься до −50,4 °С, а в мае подняться до +30 °С.

## Население
| 1989 | 2002 | 2010 |
| ---- | ---- | ---- |
| 28   | ↘5   | ↘2   |

Постоянное население составляло 5 человек в 2002 году (все тувинцы), 2 в 2010.